# Khu neo đậu tránh trú bão Causeway Bay
Khu trú ẩn bão nhiệt đới Causeway Bay hay khu trú bão Đồng La Loan là khu neo đậu tránh trú bão cho tàu cá nằm ở khu vực Causeway Bay, Hồng Kông. Nằm giữa lối vào đảo Hồng Kông của đường hầm Cross – Harbour trên đảo Kỳ Lực cũ và hành lang Quận Đông, đây là nơi trú bão đầu tiên ở Hồng Kông. Nó có diện tích khoảng 17 ha.

## Lịch sử
Đầu tiên, khu trú bão được xây dựng sau cơn bão Giáp Tuất năm 1874, trên vị trí của công viên Victoria này nay, để cung cấp nơi trú ẩn cho các thuyền chài khi bão đến. Công trình hoàn thành vào năm 1883 với một đê chắn sóng chỉ dài 427 mét (1.400 feet). Chi phí để xây dựng là 96.500 đô la Hồng Kông.
Một thành viên của Cục Lập pháp Hồng Kông, Gershom Stewart, đưa ra đề xuất nơi trú bão cần được mở rộng vào tháng 12 năm 1903. Bản kiến nghị đã được thông qua nhưng việc mở rộng không thể được thực hiện do thiếu vốn. Cục Lập pháp và Phòng Thương mại Hồng Kông đã thẩm vấn chính phủ về việc mở rộng vào năm 1904 và 1906, nhưng họ không đưa ra bất kỳ phản hồi nào.
Một cơn bão đã đổ bộ Hồng Kông vào ngày 18 tháng 9 năm 1906 phá hủy 3.653 thuyền và khiến 15.000 người thiệt mạng, phần lớn là ngư dân. Vào tháng 3 năm 1908, chính phủ cuối cùng đã thực hiện các công việc mở rộng trên khu trú bão, đào sâu thêm 3 mét (9 feet) và mở rộng diện tích bề mặt lên 30 ha (75 mẫu Anh).
Năm 1953, nơi trú ẩn bão nhiệt đới được chuyển về phía bắc đến địa điểm hiện tại, nơi trú bão ban đầu thì được thu hồi để cung cấp đất cho công viên Victoria. Khu trú ẩn mới khi đó rộng khoảng 26 ha (65 mẫu Anh). Tuy nhiên, các dự án lấn biển trong cuối thập niên 1960 để xây dựng đường hầm Cross – Harbour đã làm giảm kích thước của nơi trú bão.

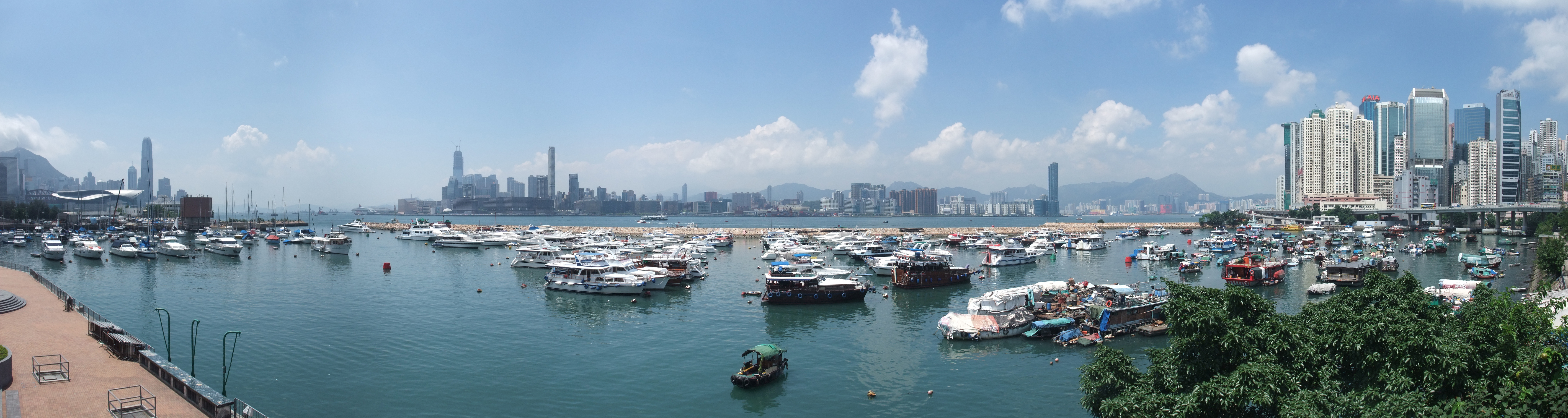
Ảnh toàn cảnh nơi trú ẩn bão nhiệt đới Đồng La Loan

Phần lớn nơi trú ẩn đã tạm thời được lấy làm khu vực thi công đường vòng Trung Hoàn – Loan Tể (một phần của Tuyến đường 4) và một con đường dưới lòng đất. Đây là các công trình nằm trong dự án Giai đoạn Loan Tể II của kế hoạch lấn biển Trung Hoàn và Loan Tể, khởi công năm 2009.

## Vấn đề môi trường
Một báo cáo của chính phủ năm 2005 đã chỉ ra nơi trú bão Causeway Bay có mức độ tributyltin "đặc biệt cao", vượt quá 1000 lần nồng độ cơ bản được đo tại eo biển Đông Bác Liêu.

## Địa điểm nổi bật gần đó
- Câu lạc bộ du thuyền Hồng Kông
- Noonday Gun
- Đường tránh Trung Hoàn – Loan Tể
- The Excelsior
- Công viên Victoria
- Phố Shelter, phía nam Công viên Victoria gợi nhớ về nơi trú bão ban đầu